# آندره کیریلنکو
آندره کیریلنکو (به انگلیسی: Andrei Kirilenko) معروف به AK-47 متولد ۱۸ فوریه ۱۹۸۱ در ایژوسک بازیکن ملی پوش و حرفه‌ای بسکتبال لیگ ان بی ای است که هم‌اکنون در تیم مینه‌سوتا تیمبرولوز در آمریکا بازی می‌کند.
او عضو تیم ملی بسکتبال روسیه است.